# Стэмфорд (футбольный клуб)
«Стэ́мфорд» (англ. Stamford A.M.C.) — английский футбольный клуб из города Стамфорд (Стэмфорд), Линкольншир, Великобритания. Образован в 1896 году. Домашние матчи проводит на стадионе «Вик Кузенс Стэдиум». В настоящий момент выступает в Первом дивизионе (Юг) Северной Премьер-лиги, восьмом по значимости футбольном турнире Англии.

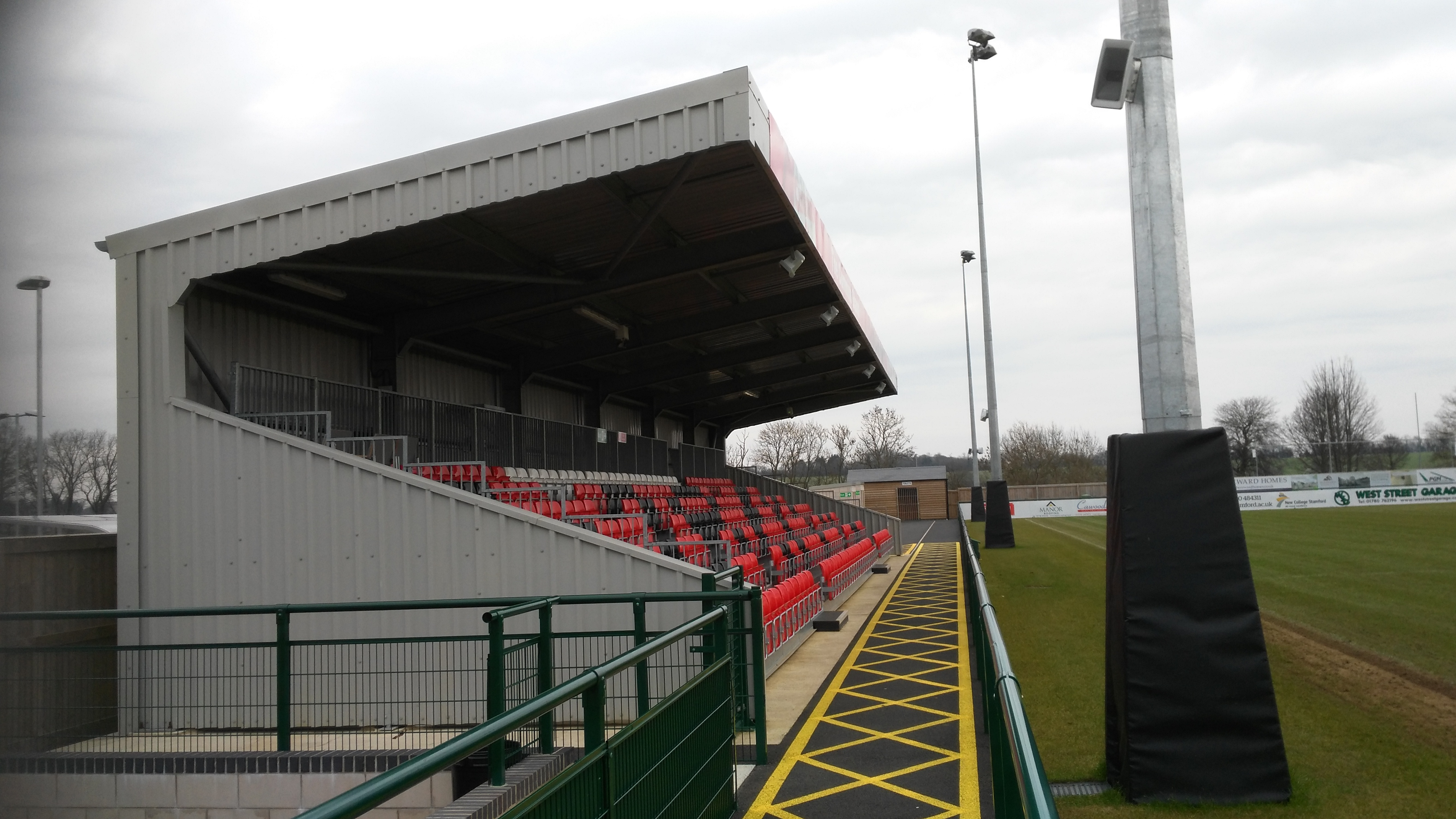
Главная трибуна стадиона клуба

## Достижения
- Ваза Футбольной ассоциации
  - Победитель 1979/80
  - Финалист 1975/76, 1983/84
- Северная Премьер-лига
  - Первый дивизион Юг
    - Победитель плей-офф 2012/13
- Лига объединенных графств (United Counties Football League)
  - Чемпион 1911/12, 1975/76, 1977/78, 1979/80, 1980/81, 1981/82, 1996/97, 1997/98
  - Кубок на выбывание(Knockout Cup): Победитель 1951/52, 1975/76, 1979/80, 1981/82, 1985/86
  - Благотворительный кубок (Benevolent Cup) Победитель 1997/98
- Большой кубок Лилькольншира
  - Победитель 2000/01
  - Кубок 'A' Победитель 1978/79, 1982/83, 1997/98
  - Кубок 'B'  Победитель 1951/52, 1953/54
- Большой кубок вызова Лилькольншира
  - Победитель 2006/07, 2008/09, 2010/11, 2013/14, 2014/15
- Кубок Hinchingbrooke
  - Победитель 1906/07, 1907/08, 1997/98